# I Have Lived (album)
 (mars 2025).
Si vous disposez d'ouvrages ou d'articles de référence ou si vous connaissez des sites web de qualité traitant du thème abordé ici, merci de compléter l'article en donnant les références utiles à sa vérifiabilité et en les liant à la section « Notes et références ».
Albums de Charles Aznavour
A Man's Life: Charles Aznavour
(1970) A Tapestry of Dreams
(1974)
I Have Lived est le 7e album studio de Charles Aznavour en anglais. Il sort en 1972.
Cet album a également été édité en 1972 sous le titre Aznavour sings Aznavour Vol. 3 sous l'étiquette Barclay/France & UK, où une version courte de The old fashioned ways remplace la version longue présente sur l'album américain. Il a été réédité en 1975 sous le titre The Old Fashioned Way (Barclay/France). L'album présente un réenregistrement du titre To Die of Love (2e version).

## Liste des chansons
Les dix pistes de l'album sont :
| 1. | The old fashioned way (Les plaisirs démodés)        | Charles Aznavour / Georges Garvarentz, Adapt. Al Kasha / Joel Hirschhorn | 04:05 |
| 2. | No, I could never forget (Non, je n'ai rien oublié) | Charles Aznavour / Georges Garvarentz, Adapt. Bob Morrison               | 06:24 |
| 3. | I have lived (J'ai vécu)                            | Charles Aznavour, Adapt. Al Kasha / Joel Hirschhorn                      | 02:34 |
| 4. | The happy days (Les jours heureux)                  | Charles Aznavour, Adapt. Bradford Craig                                  | 03:44 |
| 5. | To die of love (2e version) (Mourir d'aimer)        | Charles Aznavour, Adapt. Howard Liebling                                 | 03:57 |

| 6.  | What makes a man (Comme ils disent)          | Charles Aznavour, Adapt. Bradford Craig                                  | 04:53 |
| 7.  | Like roses (Comme des roses)                 | Charles Aznavour, Adapt. Al Kasha / Joel Hirschhorn                      | 02:33 |
| 8.  | The ham (Le cabotin)                         | Charles Aznavour / Georges Garvarentz, Adapt. Bob Morrison               | 04:53 |
| 9.  | We had it all (Me voilà seul)                | Charles Aznavour / Georges Garvarentz, Adapt. Bradford Craig             | 04:34 |
| 10. | Little fool... I love you (Idiote je t'aime) | Charles Aznavour / Georges Garvarentz, Adapt. Al Kasha / Joel Hirschhorn | 03:14 |